# Federico Martínez Miñana
Rafael Frederic Martínez Miñana († Belgrad, aleshores Iugoslàvia, 1954) fou un periodista i polític valencià, diputat a les Corts Espanyoles durant la Segona República.

## Biografia
Treballà com a periodista a La Semana Gráfica i El Mercantil Valenciano. Va escriure poemes en català, un dels quals, La barca vella, va inspirar una pel·lícula de Luis Rodríguez Alonso en 1926.
Després de la proclamació de la Segona República Espanyola va fundar i dirigir la secció valenciana del Partit Republicà Radical Socialista fins que finalment es va integrar a Izquierda Republicana, partit amb el qual fou elegit diputat a les eleccions generals espanyoles de 1936 per la província de València.
Durant la guerra civil espanyola fou nomenat Director general de Camins (1936) i subsecretari del Ministeri de Propaganda (1937). En acabar la guerra civil es va exiliar, passant els seus darrers anys a Iugoslàvia com a ambaixador de la República espanyola en l'exili.

## Obres
- La barca vella (1925), amb Ferran Miranda.